# بوتسول غروبو
بوتسول غروبو (بالإيطالية: Pozzol Groppo)‏ هي بلدية في مقاطعة ألساندريا في إقليم بييمونتي في إيطاليا.

## السكان
في سنة 1861 بلغ عدد السكان 781 نسمة، وتطور العدد ليصل في سنة 2011 لـ 365 نسمة.
يظهر هذا المخطط البياني تطور النمو السكاني لـ بوتسول غروبو